# Asphondylia aelleniae
Asphondylia aelleniae är en tvåvingeart som beskrevs av Boris Mamaev 1972. Asphondylia aelleniae ingår i släktet Asphondylia och familjen gallmyggor. Inga underarter finns listade i Catalogue of Life.